# شهرها: خطوط چشم‌انداز
شهرها: خطوط چشم‌انداز (انگلیسی: Cities: Skylines) یک بازی ویدئویی در سبک شهرسازی شبیه‌سازی ساخت‌وساز و مدیریت است که توسط کلوسال اردر توسعه یافته و به‌وسیلهٔ پارادوکس اینتراکتیو و در سال ۲۰۱۵ و در پلت‌فرم‌های لینوکس، مک‌اواس، مایکروسافت ویندوز، ایکس‌باکس وان، پلی‌استیشن ۴، و نینتندو سوئیچ منتشر شده‌است.